# Inoviridae
Inoviridae es una familia de virus que infectan procariotas (bacterias y arqueas). Poseen un genoma con ADN de cadena sencilla como ácido nucleico por lo que pertenecen al Grupo II de la Clasificación de Baltimore, lo que significa que su genoma es ADN de cadena sencilla y que usan un intermediario de ADN de doble cadena para su replicación y transcripción.
La cápside está estructuralmente definida por una simetría helicoidal, filamentosa y flexible y carecen de envoltura viral.

## Taxonomía
Se han descrito los siguientes géneros:
- Affertcholeramvirus
- Bifilivirus
- Capistrivirus
- Coriovirus
- Fibrovirus
- Habenivirus
- Infulavirus
- Inovirus
- Lineavirus
- Parhipatevirus
- Primolicivirus
- Psecadovirus
- Restivirus
- Saetivirus
- Scuticavirus
- Staminivirus
- Subteminivirus
- Tertilicivirus
- Thomixvirus
- Versovirus
- Vicialiavirus
- Villovirus
- Xylivirus

## Morfología
Su cápside está formada por asociación de unas proteínas estructurales cuya estructura fundamental es una hélice alfa. Su función es proteger y compactar el ADN. Tiene una región C-terminal con carga positiva, que interacciona con el ADN, neutralizando sus cargas y favoreciendo el compactamiento. La región N-terminal es hidrófilica y se orienta hacia el exterior de la partícula. Los monómeros se mantienen unidos entre sí gracias a interacciones hidrófobicas.
En uno de los extremos de la cápside encontramos una proteína de reconocimiento del hospedador, y en el otro extremo encontramos otras proteínas responsables de la asociación de los monómeros antes de salir de la célula.

## Genoma
El genoma de los virus es ADN circular cerrado de forma covalente. Tiene varias zonas de complementariedad interna, lo que hace que se pliegue en horquilla.
Los virus tienen agrupados los genes en 3 bloques funcionales: Estructurales, Control de la síntesis de ADN, y control de la formación de la cápside.
Algunos de los genes se encuentran solapados, con distinta fase de lectura.

## Ciclo de infección
El virus reconoce el pelo sexual gracias a la proteína g3. Eso induce la despolimerización de la pilina que forma el pelo. Por su parte, la cápside del virus se deforma. Conforme se despolimeriza el pelo, el virus se va acercando más a la membrana celular. Las proteínas de reconocimiento del virus se introducen en la membrana celular y se induce la entrada del ADN al interior de la célula gracias a unos transportadores celulares llamados TOL, que lo introducen por transporte activo.
La célula huésped reconoce el ADN1C e inmediatamente pone en marcha la síntesis de la cadena complementaria. Una vez tenemos ADN2C, éste se replica gracias a las enzimas bacterianas.
Una vez hay suficientes copias de ADN, se activan las regiones promotoras, que son 4. Se transcriben un total de 4 tipos de ARNm, todos ellos policistrónicos (contienen varios genes cada uno). Una vez se traducen las proteínas, éstas inducen un cambio en el modelo de replicación para inducir la formación de ADN1C. Los virus usan el sistema de replicación en círculo rodante. Las enzimas de la bacteria, que van a hacer múltiples copias de la cadena + (la que contiene la información codificante), que se van a ir liberando.
Las copias de ADN1C se asocian con las proteínas g5 que lo estabilizan evitando que la célula lo copie a doble cadena.
La salida de las partículas de la célula se produce a través de un canal proteico que abren las proteínas del virus, tanto en la membrana plasmática como en la membrana externa. Estas proteínas se asocian a la membrana porque tienen péptido señal. Otras de las proteínas víricas se asocian al ADN1C y lo arrastran hacia el canal.
Según el ADN va saliendo por el canal, se va asociando a las proteínas de la cápside (g8). Así, la partícula vírica se va formando conforme se produce la salida de la célula. Finalmente se asociarán las proteínas de reconocimiento del hospedador y así se liberan cápsides maduras.